# Ophryotrocha socialis
Ophryotrocha socialis är en ringmaskart som beskrevs av Ockelmann och Akesson 1990. Ophryotrocha socialis ingår i släktet Ophryotrocha och familjen Dorvilleidae. Arten är reproducerande i Sverige. Inga underarter finns listade i Catalogue of Life.